# Faerská koruna
Faerská koruna (faersky føroyska krónan) je platidlo používané na Faerských ostrovech, které jsou stejně jako Grónsko součástí Dánského království. Faerská koruna nemá ISO 4217 kód, to znamená, že není nezávislá. Je pouze lokální variantou měny celého Dánského království - dánské koruny. Ta má kód DKK. Oficiálně je tedy dánská koruna zákonným platidlem jak v Dánsku, tak i Grónsku a Faerských ostrovech.
Existují pouze bankovky faerské koruny, mince se na ostrovech používají stejné jako v celém Dánském království. První bankovky vznikly v roce 1940, kdy kontinentální Dánsko bylo okupováno nacistickým Německem. Mezi roky 1940 a 1949 byla faerská koruna pevně fixována na libru šterlinků, od roku 1949 na dánskou korunu v poměru 1:1. Nominální hodnoty bankovek faerské koruny jsou stejné jako dánské koruny - 50, 100, 200, 500 a 1000 korun.

## Motivy na bankovkách
Na bankovkách jsou motivy zdejšího přírodního bohatství.
- 50 korun - ovčí roh
- 100 korun - ocas tresky
- 200 korun - noční motýl
- 500 korun - krab pobřežní
- 1000 korun - jespák mořský